# Pusti Javor
Pusti Javor je naselje v Občini Ivančna Gorica.